# Se per te
Se per te è il secondo singolo del cantante svizzero Paolo Meneguzzi estratto dall'album Miami.

## Il brano
Il brano è stato trasmesso dal 26 novembre 2010 in tutte le emittenti radio.

## Tracce
1. Se per te (Album version) - 3:15
2. Se per te (Radio version) - 3:15